# Paul Magriel
Paul David Magriel Jr. (1 juli 1946 - 5 maart 2018) was een Amerikaanse poker- en backgammonspeler en schrijver. In de backgammonwereld had hij de bijnaam X-22.

## Schaken
Hij leerde schaken toen hij vijf was. Op 19-jarige leeftijd won hij als schaker, toen hij nog studeerde aan de New York University, het staatskampioenschap van New York. Hij stopte hiermee omdat hij niet zijn hele leven aan dit spel wilde wijden.

## Backgammon
Hij won meer dan 50 backgammontoernooien, waaronder het wereldkampioenschap backgammon in 1978 op de Bahama's. Van 1977 tot 1980 had hij een wekelijkse backgammon column in de The New York Times. Paul Magriel en Renee Magriel, zijn vrouw, schreven samen twee boeken over backgammon getiteld "Backgammon" en "An Introduction to Backgammon: A Step-by-Step Guide". Beide boeken worden gezien als de bijbel van het spel. Hij gaf ook live commentaar bij verschillende grote backgammonwedstrijden.

## Poker
Magriel eindigde midden jaren negentig in de toplijst bij verschillende pokertoernooien. Zijn grootste prijs won hij in januari 1985 met het winnen van $ 1,000 No Limit Hold'em in Las Vegas. Hij incasseerde hiermee $ 79,625. Met het winnen van de € 2,000 No Limit Holdem in september 2002 in Parijs streek hij $ 47,404 op. Bij het poker schreeuwt zijn vrouw veelal "Kwak Kwak", zodra tijdens het bieden het geldbedrag begint met 22 (zoals 2200 of 220000). Dit omdat bij het backgammon een 2-2 bekendstaat als een "pair of ducks" en bij het poker als "ducks". In 2011 was zijn totale winst bij het poker $ 522.826.
Hij woonde in Las Vegas en was tussen 1969 en 1973 was hij wiskundedocent aan het Newark College of Engineering. Hij speelde tot aan zijn dood nog steeds poker en backgammon.

## Boeken
- An introduction to backgammon : a step-by-step guide, 1978, New York : Times Books, ISBN 9780812907353
- Backgammon, 1976, Quadrangle/The New York Times Book Co, ISBN 978-0812906158

- Gemeinsame Normdatei: 1048484904
- International Standard Name Identifier: 0000 0000 7499 1880
- Library of Congress Control Number: n2013017111
- Virtual International Authority File: 103939886
- WorldCat: E39PBJm98jHYHdmwFkQVwhGGpP